# Starogard Gdański (comune rurale)
Starogard Gdański (ted. Preußisch Stargard) è un comune rurale polacco del distretto di Starogard, nel voivodato della Pomerania.
Ricopre una superficie di 196,16 km² e nel 2004 contava 13 193 abitanti.
Il capoluogo è Starogard Gdański, che non fa parte del territorio ma costituisce un comune a sé.